# Trahweiler
Trahweiler ist einer von zwei Ortsteilen der Ortsgemeinde Henschtal im Landkreis Kusel in Rheinland-Pfalz. Bis 1969 war er eine selbständige Gemeinde.

## Lage
Trahweiler liegt im Nordpfälzer Bergland im nordwestlichen Gemeindegebiet und erstreckt sich entlang des linken Ufers des Henschbach; auf dessen gegenüberliegender Seite erstreckt sich Haschbach, zu dem es ansonsten keine Räumliche Trennung mehr gibt. Zu Trahweiler gehört außerdem weiter der nordwestlich liegende Wohnplatz Sangerhof.

## Geschichte
Im 14. Jahrhundert gehörte Trahweiler zunächst zur Grafschaft Veldenz und später zu Pfalz-Zweibrücken.
Von 1798 bis 1814, als die Pfalz Teil der Französischen Republik (bis 1804) und anschließend Teil des Napoleonischen Kaiserreichs war, war Trahweiler in den Kanton Kusel eingegliedert. 1815 wurde der Ort Österreich zugeschlagen. Bereits ein Jahr später wechselte der Ort in das Königreich Bayern. Von 1818 bis 1862 war der Ort Bestandteil des Landkommissariat Kusel, das anschließend in ein Bezirksamt umgewandelt wurde.
1939 wurde der Ort in den Landkreis Kusel eingegliedert. Nach dem Zweiten Weltkrieg wurde Trahweiler innerhalb der französischen Besatzungszone Teil des damals neu gebildeten Landes Rheinland-Pfalz.  Im Zuge der ersten rheinland-pfälzischen Verwaltungsreform wurde der Ort am 7. Juni 1969 mit dem benachbarten Haschbach am Glan zur neuen Ortsgemeinde Henschtal zusammengelegt.

## Kultur
Mit einem Quereinhaus auf dem Sangerhof existiert vor Ort insgesamt ein Objekt, das unter Denkmalschutz steht. Am westlichen Siedlungsrand liegt der örtliche Friedhof. Zudem befindet sich – ebenfalls auf dem Sangerhof – der 15 Meter hohe Aussichtsturm Sangerhof; dabei handelt es sich um einen stillgelegten Wasserturm mit geschlossener Aussichtsplattform.

## Infrastruktur
Durch Trahweiler verläuft die Kreisstraße 19, die den Ort mit Wahnwegen, Konken und Haschbach verbindet.